# Paraiulus zempoalus
Paraiulus zempoalus är en mångfotingart som beskrevs av Chamberlin 1943. Paraiulus zempoalus ingår i släktet Paraiulus och familjen Parajulidae. Inga underarter finns listade i Catalogue of Life.